# Прем'єр-міністр Косова
Прем'єр-міністр Косова (алб. Kryeministri i Kosovës, серб. Премијер Косова) — глава уряду частково визнаної Республіки Косово. Прем'єр-міністр і уряд Косова, який він очолює, звітують у своїй діяльності перед парламентом країни, чиїми членами вони повинні бути.
Відповідно до Конституції, обов'язками прем'єр-міністра є:
- представляти і очолювати уряд;
- забезпечувати, щоб всі міністри діяти згідно з державною політикою;
- забезпечити здійснення політики, яка встановлена урядом;
- зміна членів уряду (без необхідності консультуватися Асамблею);
- головування в Раді безпеки Косова;
- призначання голови Поліції Косова;
- консультування з Президентом Республіки Косово в питаннях розвідки;
- співпраця з Президентом Республіки, спільно призначати голови, заступника голови та генерального інспектора Розвідувального управління Косова;
- радитись з Президентом Республіки про зовнішню політику країни;
- виконувати інші завдання, викладені в Конституції і Законі.

Прем'єр-міністр призначається Президентом після консультацій з політичною партію чи коаліцію, що перемогла на парламентських виборах, які мають більшість в Асамблеї. З 2021р. головою уряду Косова є Альбін Курті.

## Список прем'єр-міністрів Косова

### Республіка Косово(визнана тільки Албанією, 1992—1999)
| № | Ім'я                   | Портрет | Початок повноважень | Закінчення повноважень | Політична партія    | Вибори |
| - | ---------------------- | ------- | ------------------- | ---------------------- | ------------------- | ------ |
| 1 | Юсуф Зейнулаху (1944–) |         | 7 вересня 1990      | 5 жовтня 1991          | Демократична ліга   | —      |
| 2 | Буяр Букоші (1947–)    |         | 5 жовтня 1991       | 1 лютого 2000          | Демократична ліга   | —      |
| — | Хашим Тачі (1968–)     |         | 2 квітня 1999       | 1 лютого 2000          | Демократична партія | —      |

### Місія ООН у Косові(1999—2008)
| № | Ім'я                       | Портрет | Початок повноважень | Закінчення повноважень | Політична партія     | Вибори |
| - | -------------------------- | ------- | ------------------- | ---------------------- | -------------------- | ------ |
| 1 | Байрам Реджепі (1954–2017) |         | 2 березня 2002      | 3 грудня 2004          | Демократична партія  | 2001   |
| 2 | Рамуш Харадінай (1968–)    |         | 3 грудня 2004       | 8 березня 2005         | Альянс за майбутнє   | 2004   |
| — | Адем Саліхай (1950–) в.о.  |         | 8 березня 2005      | 25 березня 2005        | Демократична ліга    | 2004   |
| 3 | Байрам Косумі (1960–)      |         | 25 березня 2005     | 10 березня 2006        | Парламентська партія | 2004   |
| 4 | Аґім Чеку (1960–)          |         | 10 березня 2006     | 9 січня 2008           | Безпартійний         | 2004   |
| 5 | Хашим Тачі (1968–)         |         | 9 січня 2008        | 17 лютого 2008         | Демократична партія  | 2007   |

### Республіка Косово(визнана 114 країнами-членами ООН, 2008—)
| №   | Ім'я                    | Портрет | Початок повноважень | Закінчення повноважень | Політична партія          | Вибори |
| --- | ----------------------- | ------- | ------------------- | ---------------------- | ------------------------- | ------ |
| 1   | Хашим Тачі (1968–)      |         | 17 лютого 2008      | 9 грудня 2014          | Демократична партія       | 2007   |
| 1   | Хашим Тачі (1968–)      | 2010    | 17 лютого 2008      | 9 грудня 2014          | Демократична партія       |        |
| 2   | Іса Мустафа (1951–)     |         | 9 грудня 2014       | 9 вересня 2017         | Демократична ліга Косова  | 2014   |
| 3   | Рамуш Харадінай (1968–) |         | 9 вересня 2017      | 3 лютого 2020          | Альянс за майбутнє Косова | 2017   |
| 4   | Альбін Курті (1975–)    |         | 3 лютого 2020       | 3 червня 2020          | Самовизначення            | 2019   |
| 5   | Авдулла Хоті (1976–)    |         | 3 червня 2020       | 22 березня 2021        | Демократична ліга Косова  | 2019   |
| (4) | Альбін Курті (1975–)    |         | 22 березня 2021     | чинний                 | Самовизначення            | 2021   |